# ویشی
شهر ویشی (به فرانسوی: Vichy) در شهرستان آلیه در ناحیه اوورنی با جمعیت ۲۶٬۱۰۸ نفر در کشور فرانسه واقع شده‌است. این شهر در دورهٔ حکومت ویشی فرانسه پایتخت فرانسه بود.